# Decepción
Base Antártica Decepción – letnia stacja polarna należąca do Argentyny, położona na Deception Island w archipelagu Szetlandów Południowych. Zarządza nią argentyńska marynarka wojenna.

## Położenie
Stacja znajduje się na antarktycznej wyspie Deception, stanowiącej kalderę czynnego wulkanu. Ostatnia jego erupcja miała miejsce w 1970 roku. Na wyspie znajduje się hiszpańska letnia stacja polarna Gabriel de Castilla, ruiny zniszczonych przez wybuch wulkanu baz chilijskich i brytyjskiej oraz instalacji wielorybniczych.

## Działalność
Stacja Decepción służyła jako obserwatorium meteorologiczne, od 1950 roku posiadała także sejsmograf. Od 1951 roku prowadzono w niej badania jonosfery. Do 1967 roku funkcjonowała nieprzerwanie. W grudniu tego roku nastąpiła erupcja wulkanu Deception Island; placówki znajdujące się na wyspie zostały ewakuowane.
Stacja Decepción obecnie prowadzi głównie badania geologiczne i wulkanologiczne. Do zakresu zadań personelu naukowego należy między innymi stały monitoring sejsmiczny, obserwacje grawimetryczne i magnetometryczne. Corocznie kontrolowana jest temperatura fumaroli i gruntu, przeprowadza się analizy chemiczne gleby i gazów wydostających się spod ziemi.